# Macromia holthuisi
Macromia holthuisi is een libel uit de familie Corduliidae (glanslibellen). De achtervleugellengte bedraagt 42 tot 48 millimeter en de totale lengte is zo'n 61 tot 66 millimeter. De soort is bekend van de eilanden Japen en Biak, behorend bij de Indonesische provincie Papoea. 
De soort is door V.J. Kalkman beschreven in een speciale uitgave van Zoologische Mededelingen, uitgegeven door Naturalis op 1 januari 2008 ter ere van het 250-jarig bestaan van de zoölogische nomenclatuur. Op 1 januari 1758 verscheen namelijk de tiende editie van Systema naturae van Carl Linnaeus. Kalkman noemde de soort naar L.B. Holthuis, die holotype en paratypes van de soort had verzameld op Biak in 1954. M.A. Lieftinck had die in 1971 reeds uitvoerig beschreven, als waarschijnlijk een ondersoort van de (iets grotere) Macromia chalciope. Op Japen werd de soort in 2006 verzameld door een expeditie waarvan Kalkman deel uitmaakte.